# Les Patients (film)
Pour plus de détails, voir Fiche technique et Distribution.
Les Patients est un documentaire français réalisé par Claire Simon et sorti en 1990.

## Synopsis
Le dernier mois de travail de Jean-Marie Bouvier, médecin généraliste en province, lors de ses visites à domicile et des consultations dans son cabinet, avant son départ à la retraite.

## Fiche technique
- Titre : Les Patients
- Réalisation :  Claire Simon
- Scénario : Claire Simon
- Photographie : Claire Simon
- Son : Claire Simon
- Montage : Francine Sandberg
- Production : Feeling Production - La Sept
- Pays :  France
- Genre : documentaire
- Durée : 75 minutes
- Date de sortie : France - 1990 (présentation au festival Cinéma du réel)

## Distribution
- Dr Jean-Marie Bouvier

## Distinctions
- Cinéma du réel 1990 : prix de la mission du patrimoine[1]